# Nangloi Jat
Nangloi Jat är en ort (census town) i det indiska unionsterritoriet National Capital Territory of Delhi. Den är en förort till Delhi och är belägen i distriktet West. Befolkningen uppgick till 205 596 invånare vid folkräkningen 2011.